# Regionaal Landschap

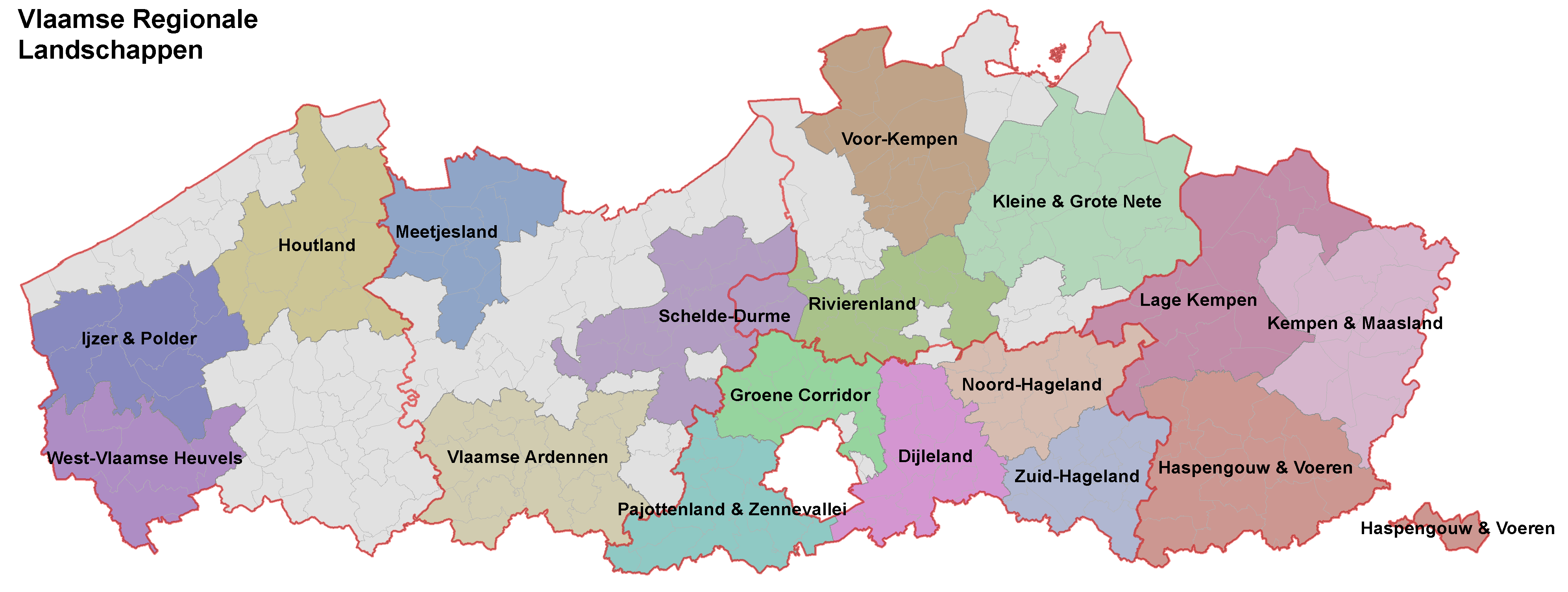
Regionale Landschappen in Vlaanderen

Een Regionaal Landschap is in Vlaanderen een landschap dat een eigen karakter en een hoge cultuurhistorische en natuurwaarde heeft. Het begrip omvat tevens de organisatievorm die deze waarde moet beschermen en vergroten, en daarom wordt de afbakening ook opgebouwd uit volledige en aaneensluitende gemeenten, die bovendien liefst in dezelfde provincie gelegen zijn. Dit heeft als gevolg dat de afbakening van het regionaal landschap dikwijls afwijkt van het effectieve landschap (met bijvoorbeeld randgemeenten die slechts een klein deel van hun grondgebied delen met het landschap, of randgemeenten die toevallig in een andere provincie liggen en daarom niet mee worden geïntegreerd).
De eerste Regionale Landschappen waren te vergelijken met de Nationale Landschappen in Nederland of de parcs naturels in Wallonië. Waar zij oorspronkelijk opgericht werden in de landschappelijk meest kwalitatieve regio’s in Vlaanderen, fungeren de regionale landschappen sinds de oprichting van landschapsparken vooral als groter gebiedsdekkend samenwerkingsverband op het snijvlak van natuur, landbouw, erfgoed, jacht en toerisme waar zij op een geïntegreerde manier aan landschapskwaliteit werken.

## Voorbeeld en historie
In een dergelijke organisatievorm werken tal van belanghebbenden samen. Een voorbeeld van een project dat (mede) door Regionale Landschappen wordt georganiseerd is de Haagcampagne.
In 2020 kende Vlaanderen zestien erkende Regionale Landschappen. Erkenning vindt plaats door de Vlaamse Overheid op basis van het Natuurdecreet.

## De Regionale Landschappen in de provincies

### West-Vlaanderen
- Regionaal Landschap Houtland, erkend in 2002, 41.351 ha
- Regionaal Landschap Westhoek, (sinds 2018 als fusie van Regionaal Landschap IJzer en Polder (opgericht in 2008) en Regionaal landschap West-Vlaamse Heuvels (opgericht in 1992))

### Oost-Vlaanderen
- Regionaal Landschap Meetjesland en Leievallei, gestart in 1998 (tot 2021: Regionaal Landschap Meetjesland)
- Regionaal Landschap Vlaamse Ardennen, sinds 1992
- Regionaal Landschap Schelde-Durme sinds 1996 (ook deels in de provincie Antwerpen)

### Antwerpen
- Regionaal Landschap de Voorkempen, sinds 2008
- Regionaal Landschap Rivierenland, sinds 2008
- Regionaal Landschap Kleine en Grote Nete, sinds 2009

### Vlaams-Brabant
- Regionaal Landschap Brabantse Kouters, (voorheen Regionaal Landschap Groene Corridor), 32.453 ha
- Regionaal Landschap Pajottenland en Zennevallei (voorheen Regionaal Landschap Zenne, Zuun en Zoniën)
- Regionaal Landschap Dijleland
- Regionaal Landschap Noord-Hageland, sinds 1997
- Regionaal Landschap Zuid-Hageland, sinds 2008

### Limburg
- Regionaal Landschap Lage Kempen, erkend sinds 2005
- Regionaal Landschap Kempen en Maasland, sinds 1990.
- Regionaal Landschap Haspengouw en Voeren, bestaat sinds 1999